# Хандигырим

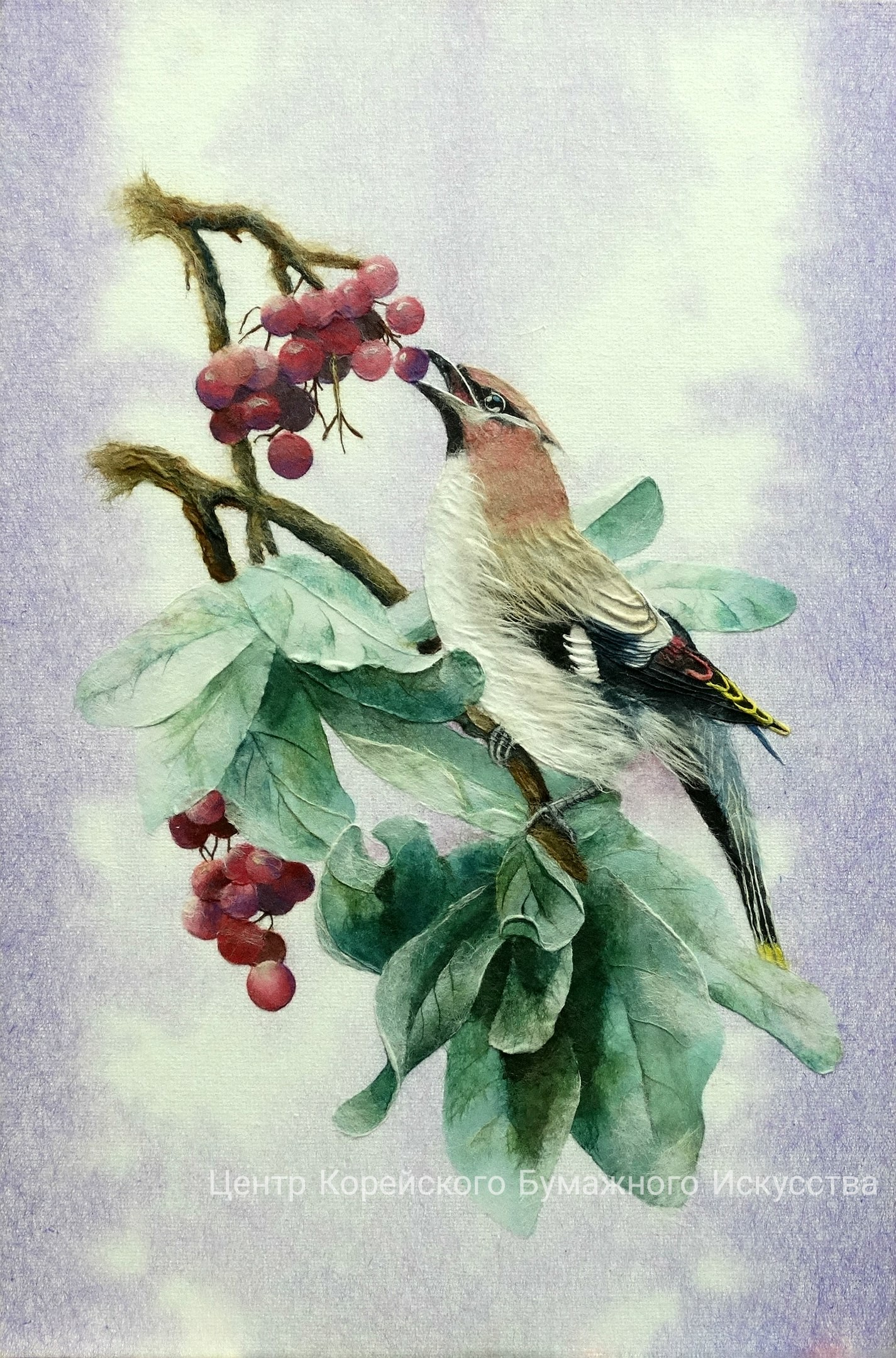
«Свиристель», картина в технике ханджигырим

Хандигырим (кор. 한지그림; также ханджигырим, бумажная живопись) — вид корейского декоративного искусства, созданный корейской художницей Чо Суджон в 1990-х годах, бумажная аппликация, имитирующая живопись. Для работы в технике ханджигырим используется корейская бумага «ханджи», изготовляемая из бумажной шелковицы, порванная руками на кусочки, а затем прикреплённая к холсту рисовым клеем.
Развитием этого вида искусства занимается Ассоциация рисунков на ханджи.